# 宗義章
宗義章（日语：／ Sō Yoshiaya，1818年1月2日—1842年7月7日），日本江戶時代末期的大名、對馬府中藩第14代藩主。
宗義章是第13代藩主宗義質的長子。1832年（天保3年）敘從四位下、右京大夫，代替生病的父親處理政務。1838年（天保9年）父親去世，他於翌年繼任家督之位，任侍從、對馬守。但他僅僅擔任了三年家督，就在1842年（天保13年）去世，時年26歲。無子，其弟宗義和繼位。
宗義章的正室萬壽子（慈芳院）是長州藩藩主毛利齊熙的女兒，這對對馬藩在幕末時期產生很大影響。